# Quinqui
Quinqui jezik (ISO 639-3: quq), neklasificirani jezik (nekad nomadske) etničke grupe Quinquillero ili Merchero koji danas žive na rubovima gradova sa sjevera Španjolske, i čije porijeklo još nije razjašnjeno. Nije poznat broj govornika ovog jezika, koje zbog njihova načina života, nalik romskom, najčešće ignoriraju. Jedan od poznatijih pripadnika je špajolski pisac Eleuterio Sánchez poznat kao El Lute.

## Vanjske poveznice
- Ethnologue (14th)
- Ethnologue (15th)